# ووبورن، بدفوردشر
latitudeووبورن، بدفوردشرlongitudeووبورن، بدفوردشر
ووبورن،بدفوردشر (به انگلیسی: Woburn, Bedfordshire) یک منطقهٔ مسکونی در انگلستان است که در شرق انگلستان واقع شده‌است.

## خصوصیات
ووبورن ۹۴۵ نفر جمعیت دارد.